# Idrissa Sylla
Idrissa Sylla (Conakri, 3 de diciembre de 1990) es un futbolista guineano. Juega en la posición de delantero y desde 2021 milita en el S. C. Farense de la Segunda División de Portugal. Ha jugado con la selección guineana en veinticinco ocasiones y disputó la Copa Africana de Naciones 2015.
Comenzó su carrera en Francia, jugando en el Le Mans F. C. y después a préstamo en el S. C. Bastia. Luego se trasladó al Zulte Waregem, donde permaneció hasta febrero de 2015, cuando fichó por el R. S. C. Anderlecht.

## Trayectoria

### Clubes
Sylla se formó en la reserva del Le Mans F. C., donde jugó entre 2008 y 2010 hasta que fue cedido al S. C. Bastia. Regresó al Le Mans en 2011, tras marcar siete goles en veintisiete partidos en el Bastia. En 2013 se trasladó al S. V. Zulte Waregem, que pagó por su pase aproximadamente 150 mil euros. En febrero de 2015 fue confirmado como el tercer refuerzo del R. S. C. Anderlecht para la temporada. Debido a una lesión de la ingle durante un encuentro por la Copa Africana de Naciones, no pudo jugar con el Anderlecht sino hasta cuatro o cinco semanas después de su llegada al club.
El 30 de agosto de 2016 firmó con el Queens Park Rangers por tres años y se convirtió el sexto refuerzo del entrenador Jimmy Floyd Hasselbaink. El 10 de septiembre, jugó el partido por la liga contra el Blackburn Rovers, en el que sustituyó a Abdenasser El Khayati en el minuto 80. Una semana después, le anotó un gol al Huddersfield Town en la derrota de visitante por 2:1. El 1 de octubre, marcó en el minuto 87 y le dio la victoria al su equipo en el derbi del Oeste de Londres, que acabó 2:1.
El 5 de enero de 2019 regresó al S. V. Zulte Waregem y el precio de la transferencia no fue revelado. El 7 de agosto del mismo año fue cedido al K. V. Oostende por una temporada sin opción de compra.
En octubre de 2020 abandonó Bélgica para jugar en el NorthEast United indio. Tras esta experiencia regresó al fútbol europeo y en septiembre de 2021 firmó con el S. C. Farense.

### Selección nacional
El 5 de septiembre de 2014 le anotó un gol a la selección de Togo por la clasificación a la Copa Africana de Naciones 2015. El 15 de noviembre le marcó otro tanto al seleccionado togolés por la misma competición. Michel Dussuyer lo incluyó entre los veintitrés jugadores para disputar la Copa Africana de Naciones 2015. Guinea fue eliminada del torneo por Ghana en los cuartos de final. En dicho encuentro, Sylla sufrió una lesión en la ingle.

### Participaciones en Copa Africana de Naciones
| Copa                           | Sede              | Resultado        |
| ------------------------------ | ----------------- | ---------------- |
| Copa Africana de Naciones 2015 | Guinea Ecuatorial | Cuartos de final |
| Copa Africana de Naciones 2019 | Egipto            | Octavos de final |

## Estadísticas

### Clubes
La siguiente tabla detalla los encuentros disputados y los goles marcados por Sylla en los clubes en los que ha militado.
| Le Mans F. C. Francia |                     |     |    |   |    |   |   |    |   |    |     |    |   |
| 2010-11 | 0                   | 0   | 0  | 0 | 0  | 0 | 0 | 0  | 0 | 0  | 0   | 0  |   |
| Total | 0                   | 0   | 0  | 0 | 0  | 0 | 0 | 0  | 0 | 0  | 0   | 0  |   |
| S. C. Bastia Francia |                     |     |    |   |    |   |   |    |   |    |     |    |   |
| 2010-11 | 0                   | 0   | 0  | 2 | 0  | 0 | 0 | 0  | 0 | 2  | 0   | 0  |   |
| Total | 0                   | 0   | 0  | 2 | 0  | 0 | 0 | 0  | 0 | 2  | 0   | 0  |   |
| Le Mans F. C. Francia |                     |     |    |   |    |   |   |    |   |    |     |    |   |
| 2011-12 | 25                  | 9   | 1  | 3 | 0  | 0 | 0 | 0  | 0 | 28 | 9   | 1  |   |
| 2012-13 | 27                  | 5   | 1  | 2 | 0  | 0 | 0 | 0  | 0 | 29 | 5   | 1  |   |
| Total | 52                  | 14  | 2  | 5 | 0  | 0 | 0 | 0  | 0 | 57 | 14  | 2  |   |
| S. V. Zulte Waregem · Bélgica |                     |     |    |   |    |   |   |    |   |    |     |    |   |
| 2013-14 | 27                  | 9   | 1  | 6 | 0  | 0 | 4 | 0  | 1 | 37 | 9   | 2  |   |
| 2014-15 | 20                  | 5   | 1  | 2 | 2  | 0 | 4 | 2  | 0 | 26 | 9   | 1  |   |
| Total | 47                  | 14  | 2  | 8 | 2  | 0 | 8 | 2  | 1 | 63 | 18  | 3  |   |
| R. S. C. Anderlecht · Bélgica |                     |     |    |   |    |   |   |    |   |    |     |    |   |
| 2015-16 | 30                  | 7   | 1  | 1 | 0  | 0 | 4 | 0  | 0 | 35 | 7   | 1  |   |
| 2016-17 | 4                   | 2   | 0  | 0 | 0  | 0 | 4 | 1  | 0 | 8  | 3   | 0  |   |
| Total | 34                  | 9   | 1  | 1 | 0  | 0 | 8 | 1  | 0 | 43 | 10  | 1  |   |
| Queens Park Rangers Inglaterra |                     |     |    |   |    |   |   |    |   |    |     |    |   |
| 2016-17 | 32                  | 10  | 1  | 1 | 0  | 0 | 0 | 0  | 0 | 33 | 10  | 1  |   |
| 2017-18 | 26                  | 7   | 0  | 2 | 0  | 0 | 0 | 0  | 0 | 28 | 7   | 0  |   |
| 2018-19 | 3                   | 0   | 0  | 0 | 0  | 0 | 0 | 0  | 0 | 3  | 0   | 0  |   |
| Total | 61                  | 17  | 1  | 3 | 0  | 0 | 0 | 0  | 0 | 64 | 17  | 1  |   |
| S. V. Zulte Waregem · Bélgica |                     |     |    |   |    |   |   |    |   |    |     |    |   |
| 2018-19 | 12                  | 2   | 1  | 0 | 0  | 0 | 0 | 0  | 0 | 12 | 2   | 1  |   |
| Total | 12                  | 2   | 1  | 0 | 0  | 0 | 0 | 0  | 0 | 12 | 2   | 1  |   |
| Total en su carrera | Total en su carrera | 206 | 56 | 7 | 19 | 2 | 0 | 16 | 3 | 1  | 241 | 61 | 8 |
| (1) Incluye datos de Copa de Francia, Copa de la Liga de Francia, Copa de Bélgica, FA Cup y Copa de la Liga de Inglaterra. (2) Incluye datos de Liga Europea de la UEFA y Liga de Campeones de la UEFA. (3) No incluye goles en partidos amistosos. |                     |     |    |   |    |   |   |    |   |    |     |    |   |

### Selección nacional
La siguiente tabla detalla los encuentros disputados y los goles marcados por Sylla con la selección guineana.
| Selección | Año   | Amistoso | Amistoso | Amistoso | Clasificación | Clasificación | Clasificación | Copa Africana | Copa Africana | Copa Africana | Total | Total | Total |
| Selección | Año   | PJ       | G        | A        | PJ            | G             | A             | PJ            | G             | A             | PJ    | G     | A     |
| --------- | ----- | -------- | -------- | -------- | ------------- | ------------- | ------------- | ------------- | ------------- | ------------- | ----- | ----- | ----- |
| Guinea    | 2012  | 5        | 0        | 0        | 1             | 0             | 0             | -             | -             | -             | 6     | 0     | 0     |
| Guinea    | 2013  | 0        | 0        | 0        | 0             | 0             | 0             | -             | -             | -             | 0     | 0     | 0     |
| Guinea    | 2014  | 0        | 0        | 0        | 6             | 2             | 2             | -             | -             | -             | 6     | 2     | 2     |
| Guinea    | 2015  | 2        | 0        | 1        | 3             | 2             | 1             | 1             | 0             | 0             | 6     | 2     | 2     |
| Guinea    | 2016  | 0        | 0        | 0        | 6             | 1             | 0             | -             | -             | -             | 6     | 1     | 0     |
| Guinea    | 2017  | 0        | 0        | 0        | 1             | 0             | 0             | -             | -             | -             | 1     | 0     | 0     |
| Guinea    | 2018  | 0        | 0        | 0        | 0             | 0             | 0             | -             | -             | -             | 0     | 0     | 0     |
| Guinea    | 2019  | 1        | 0        | 0        | 1             | 0             | 0             | -             | -             | -             | 2     | 0     | 0     |
| Total     | Total | 8        | 0        | 1        | 18            | 5             | 3             | 1             | 0             | 0             | 27    | 5     | 4     |

### Resumen estadístico
| Competición           | Partidos | Goles | Asistencias | Promedio |
| --------------------- | -------- | ----- | ----------- | -------- |
| Liga                  | 206      | 56    | 7           | 0,27     |
| Copas nacionales      | 19       | 2     | 0           | 0,10     |
| Copas internacionales | 16       | 3     | 1           | 0,18     |
| Selección de Guinea   | 26       | 5     | 4           | 0,19     |
| Total                 | 267      | 66    | 12          | 0,24     |